# Bronisław Dembiński

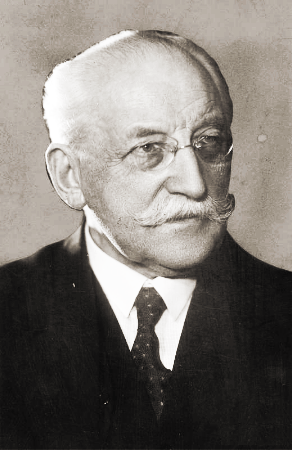
Bronisław Dembinski

Bronisław Dembiński (* 14. August 1858 in Klein Komorze, Provinz Westpreußen; † 23. November 1939 in Posen) war ein österreichisch-polnischer Universitätsprofessor und Politiker. Er war Abgeordneter zum Abgeordnetenhaus des Österreichischen Reichsrats und Mitglied des polnischen verfassungsgebenden Sejm.

## Leben
Dembiński wurde als Sohn des Gutspächters Teodor Ritter von Dembiński in der heutigen Gemeinde Tuchola (Woiwodschaft Kujawien-Pommern) geboren. Er besuchte zunächst das Gymnasium in Konitz und danach bis 1878 das Mariengymnasium in Posen. Danach studierte er von 1878 bis 1879 Philosophie (Geschichte, Philosophie) an der Universität Berlin (1878–1879) sowie von 1879 bis 1882 an der Universität Breslau. Im Jahr 1883 promovierte Dembiński schließlich in Breslau zum Dr. phil. Er legte in der Folge 1884 die Lehramtsprüfung für Gymnasien ab und betrieb von 1885 bis 1886 weitere Studien in den Vatikanischen Archiven in Rom.
Dembiński arbeitete ab 1886 als Privatdozent für allgemeine Geschichte an der Universität Krakau und stieg 1891 zum außerordentlichen Universitätsprofessor auf. Im Jahr 1897 wurde ihm der Titel eines ordentlichen Professors für allgemeine Geschichte an der Universität Lemberg verliehen, wo er von 1907 bis 1908 auch als Rektor wirkte. Zudem war er ab 1916 Leiter des Lehrstuhls bzw. ab 1919 ordentlicher Professor für neuere polnische und allgemeine Geschichte an der Universität Warschau. Im Jahr 1923 wechselte er als ordentlicher Professor für allgemeine Geschichte an die Universität Posen, 1933 folgte seine Emeritierung.
Dembiński war ab 1894 mit Aniela von Thiel verheiratet und wurde Vater zweier Töchter und eines Sohnes.

## Politik und Funktionen
Dembiński war ab 1900 korrespondierendes bzw. ab 1917 wirkliches Mitglied der Akademie der Wissenschaften Krakau Krakau. Zudem war er ab 1887 korrespondierendes Mitglied und zwischen 1923 und 1939 Präsident der wissenschaftlichen Gesellschaft in Posen. Des Weiteren hatte er von 1919 bis 1930 das Amt des Präsidenten der polnischen Gruppe der interparlamentarischen Union inne.
Dembiński gehörte bereits als Gymnasiast Geheimorganisationen an. Er wirkte von 1907 bis 1908 als Abgeordneter im Galizischen Landtag und wurde nach dem Tod des Abgeordneten Zaleski in einer Nachwahl am 30. Juni 1914 zum Abgeordneten des Abgeordnetenhauses des Wahlbezirks 29 in Galizien gewählt. Er gehörte dem Abgeordnetenhaus bis zu dessen Auflösung am 12. November 1918 an. Dembiński gehörte den Polnischen Nationaldemokraten an und war im Abgeordnetenhaus Mitglied des Polenklubs. Nach dem Zerbrechen der Habsburgermonarchie war er von 1919 bis 1922 Mitglied des polnischen verfassungsgebenden Sejm sowie von 1918 bis 1920 polnischer Unterstaatssekretär für Unterricht und Kultus (Leiter der Kultussektion).